# Oxymagis grayii
Oxymagis grayii is een keversoort uit de familie van de boktorren (Cerambycidae). De wetenschappelijke naam van de soort werd in 1867 gepubliceerd door Francis Polkinghorne Pascoe.